# 22: Містичний випадок на Вознесенському узвозі у Києві (роман)
«22: Містичний випадок на Вознесенському узвозі у Києві» — роман української письменниці Катерини Лебедєвої.

## Сюжет
Дія відбувається у 1917—1922 роках у Києві. Влада за той час змінилася чотирнадцять разів, але історичне тло роману слугує лише бекграундом біографії художника Леся Лозовського. Лозовський навчався в Українській академії мистецтв у Георгія Нарбута і Михайла Бойчука, створював обкладинки книг і нот. У ніч на 22 березня 1922-го, коли Лесеві було 22 роки, його задушили у власному помешканні. Навколо трупа були розкладені коштовності. Обставини загибелі Леся Лозовського досі не з'ясовано.
Роман «22. Містичний випадок на Вознесенському узвозі у Києві» розповідає про життя Лозовського з моменту вступу в Академію мистецтв у листопаді 1917 року і до смерті митця. Героями роману є усі ті, з ким спілкувався Лесь: Георгій Нарбут, Михайло Бойчук, Анатоль Петрицький, Олександра Екстер, Оксана Павленко, Іван Падалка, Лесь Курбас, Михайль Семенко, Олександр Мурашко та інші.
Роман номінований на Шевченківську премію 2021.